# Alan Caruba
Alan Caruba (1937 - 2015) fue un RR. PP. consejero, y escritor freelance estadounidense, frecuente crítico del ambientalismo, Islám, homosexualidad y estudios sobre creencias del calentamiento global.

## Carrera
A fines de los 1970s, fundó la firma de RR. PP. "The Caruba Organization", y en 1990, el National Anxiety Center, autocalificándose como "un centro de aclaraciones y de informaciones acerca de las 'Campañas de Alarmismo' diseñadas para influenciar en políticas públicas y en la opinión pública" en temas como calentamiento global, agujero de ozono, y DDT. De 1984 a 2004, generó el The Boring Institute, una "parodia" para satirizar a los medios, liberando listas anuales de "celebridades aburridas" del año. Y de 1994 a 2004, fue director de comunicaciones del American Policy Center. Es docente adjunto del Center for the Defense of Free Enterprise, un think tank en Bellevue, Washington.
Sus clientes incluyen a corporaciones, publicistas, think tanks, asociaciones, compañías químicas y farmacéuticas, y otras organizaciones. En los 1970s, participó en la introducción del insecticida Ficam. Desde fines de los 1980s, ha sido consejero de RR. PP. de la New Jersey Pest Management Association (Asociación de Gestión de Plagas de Nueva Jersey). Antiguos clientes han sido: Hoteles Hyatt, compañías químicas Van Waters & Rogers, BFC Chemicals.
Es "miembro fundante" y "representante legal" del National Book Critics Circle, desde 1974. Es también miembro de Society of Professional Journalists, American Society of Journalists and Authors, y de la National Association of Science Writers.

## Visiones
Caruba argumenta que el calentamiento global es un "fraude", y que "las universidades en todo EE. UU. tienen departamentos enteros y unidades dedicadas a mantener vivo el fraude del calentamiento global."
Caruba es también crítico de Naciones Unidas: "la ONU es epicentro del antisemitismo moderno" y dice que "la ONU no tiene derecho a existir." Y, sin la ONU, Israel nunca se habría convertido en un estado y en país legal.
En entrevista al The Daily Show, dijo irónicamente, que EE. UU. podría tener que invadir todo el continente de africano, debido a su alta población musulmana.

## Algunas publicaciones
- 1970s poesía Pocket Books, la novela Dell Publishing, dos libros de colecciones de sus comentarios -- Warning Signs (Señales de advertencia) (2003) Right Answers (Respuestas correctas) (2006), publicados por Morrill Press. También mantiene Bookviews.com, un website sobre novedades de ficción y no ficción.

Bajo los auspicios del "National Anxiety Center" ("Centro Nacional de Ansiedad"), Caruba escribe la columna semanal "Warning Signs", que su compañía dice que es ampliamente extraído tales noticias conservadoras de noticias y opinión de sitios web como CNSNews.com, Free Market News Network, Axcess News. También contribuye a artículos de opinión de los consumidores y del comercio, como The Philadelphia Inquirer, The Providence Journal, The Washington Times.

### Algunas publicaciones
- alan Caruba. 2006. Right Answers. Ed. Merril Press, Bellevue, Washington ISBN 978-0-936783-48-2

- ---------------. 2003. Warning Signs. Ed. Merril Press|, Bellevue, Washington ISBN 0-936783-35-4

- ---------------. 1998. Power Media Selects. Ed. Mitchell P. Davis & Broadcast Interview Source, 328 p. ISBN 0-934333-32-7, ISBN 978-0-934333-32-0